# Запам'ятаємо цей день
Запам'ятаємо цей день (рос. «Запомним этот день») — радянський чорно-білий історичний художній фільм 1967 року, знятий режисером Володимиром Корш-Сабліним на кіностудії «Білорусьфільм».

## Сюжет
Час дії — напередодні Жовтневого заколоту 1917 року в Російській Імперії. У центрі кінооповіді — доля революційного гренадерського полку, котрий зіграв важливу роль у перемозі більшовиків у Білорусі. Командування російським фронтом намагається роззброїти більшовицький полк. Солдати відмовляються здати зброю, за що їх знімають із забезпечення. Командир полку більшовик Камлюк видобуває продовольство, але його заарештовують. Від адвоката Равінського, батька знайомої йому дівчини Наташі, він дізнається про змову російських і німецьких офіцерів. Заколот, що почалася в Петрограді, заважає російському командуванню відкрити фронт для німців. За кілька днів звільнений з-під арешту Камлюк як командир полку підписує договір про перемир'я на своїй ділянці фронту.

## У ролях
- Юрій Пузирьов — Петро Комлюк
- Олександр Потапов — Сашка Шумигай, солдат
- Світлана Макарова — Наталія, дочка адвоката
- Фаїна Нікітіна — Люба, селянка
- Володимир Бєлокуров — Гаврило Семенович Равінський, адвокат, солдат-доброволець, батько Наташі
- Микола Єременко — Григорій Ясень, капітан гренадерського полку
- Лев Золотухін — Жилін, військовий комісар
- Володимир Ємельянов — голова Мінської Ради
- Володимир Балашов — Печонка, провокатор
- Улдіс Лієлдіджс — Курт, німецький солдат
- Гліб Глєбов — селянин
- Володимир Дедюшко — селянин
- Галина Макарова — селянка
- Анна Обухович — поміщиця
- Іван Савкін — член полкового комітету
- Володимир Маренков — член полкового комітету
- Павло Кашлаков — Кузьма, член полкового комітету
- Здіслав Стомма — пан економ
- Яніс Грантіньш — Зільбар, німецький генерал
- Олександр Смирнов — німецький офіцер
- Галікс Колчицький — епізод
- Волдемар Акуратерс — англійський офіцер
- Юрій Сидоров — Барабанов, офіцер, слідчий
- Микола Крюков — офіцер
- Володимир Поночевний — Вітя, офіцер
- Юрій Галкін — офіцер
- Ігор Сретенський — офіцер конвойної роти
- Володимир Кудревич — денщик Ясеня
- Олексій Барановський — солдат
- Валентин Бєлохвостик — епізод
- Василь Молодцов — гренадер російської армії
- Аркадій Трусов — солдат

## Знімальна група
- Режисер-постановник — Володимир Корш-Саблін
- Сценаристи — Аркадій Кулєшов, Максим Лужанін
- Оператор-постановник — Юлій Фогельман
- Композитор — Євген Глєбов
- Художник-постановник — Юрій Альбицький